# Villa de Zaachila
Villa de Zaachila è un comune del Messico, situato nello stato di Oaxaca.